# Lijst van Britse gemeenten van Strict Baptists
Hieronder een lijst van Britse gemeenten van Strict Baptists, zoals die vermeld stonden in de The Gospel Standard van januari 2012. Verder zijn er nog drie gemeenten in Australië, drie in de Verenigde Staten en één in Canada.
| Gemeente                                                                | Plaats                              | Predikant                         | Afbeelding |
| ----------------------------------------------------------------------- | ----------------------------------- | --------------------------------- | ---------- |
| Bethel Chapel                                                           | Allington                           | Rev. J.R. Broome (overleden 2013) |            |
| Zoar Chapel                                                             | Ashwell                             | vacant                            |            |
| Jireh Chapel                                                            | Attleborough                        | Rev. N.H. Roe                     |            |
| Hope Chapel                                                             | Barton-le-Clay                      | vacant                            |            |
| Old Bexley Baptist Chapel                                               | Bexley                              | vacant                            |            |
| Ebenezer Chapel                                                         | Biddenden                           | Rev. P. Hopkins                   |            |
| Providence Chapel                                                       | Biggleswade                         | Rev. P. B. Pont                   |            |
| Providence Chapel                                                       | Birkenhead                          | vacant                            |            |
| Hope Chapel                                                             | Blackboys                           | Rev. J.N. Rosier                  |            |
| Strict Baptist Chapel                                                   | Blunsdon Hill                       | Rev B.R. Sayers                   |            |
| Ebenezer Chapel                                                         | Bodle Street                        | vacant                            |            |
| Mount Zion Chapel                                                       | Bournemouth                         | vacant                            |            |
| Zion Chapel                                                             | Brabourne Lees                      | vacant                            |            |
| Salem Chapel                                                            | Braintree                           | vacant                            |            |
| Galeed Chapel                                                           | Brighton                            | Rev. J.F. Burrows                 |            |
| Rehoboth Chapel                                                         | Bromley                             | vacant                            |            |
| Strict Baptist Chapel                                                   | Broughton Gifford                   | vacant                            |            |
| Zoar Chapel                                                             | Canterbury                          | Rev. G.W. Hyde                    |            |
| Salem Chapel                                                            | Carshalton                          | Rev. J.F. Ashby                   |            |
| Old Baptist Chapel                                                      | Chippenham                          | Rev. G.D. Buss                    |            |
| Strict Baptist Chapel                                                   | Clifton                             | vacant                            |            |
| Strict Baptist Chapel                                                   | Colnbrook                           | vacant                            |            |
| Strict Baptist Chapel                                                   | Coppice                             | vacant                            |            |
| Cranbrook Strict Baptist Chapel                                         | Cranbrook                           | Rev. R.K. Wheatley                |            |
| Providence Chapel                                                       | Croydon (Londen)                    | vacant                            |            |
| Zoar Chapel                                                             | Dicker                              | Rev. R. Field                     |            |
| Providence Chapel                                                       | East Peckham                        | vacant                            |            |
| Grove Road Strict Baptist Church                                        | Eastbourne                          | Rev. S. Mercer                    |            |
| Strict Baptist Chapel                                                   | Fenstanton                          | Rev. B.E. Izzard                  |            |
| Providence Chapel                                                       | Gravesend                           | Rev. P.J. Cottingham              |            |
| Hope Chapel                                                             | Great Yeldham                       | vacant                            |            |
| Strict Baptist Chapel                                                   | Grove                               | Rev. B.R. Sayers                  |            |
| Bethel Chapel                                                           | Guildford                           | vacant                            |            |
| Zoar Chapel                                                             | Handcross                           | Rev. R.J. Bradstock               |            |
| Cave Adullam Chapel                                                     | Haslingden                          | vacant                            |            |
| St. Leonards Baptist Church                                             | Hastings                            | Rev. R. Field                     |            |
| Ebenezer Chapel                                                         | Haynes                              | vacant                            |            |
| Jireh Chapel                                                            | Haywards Heath                      | vacant                            |            |
| Ebenezer Chapel                                                         | Heathfield (Broad Oak)              | vacant                            |            |
| Ebenezer Chapel                                                         | Horam                               | Rev. J.L. Rosier                  |            |
| Hope Chapel                                                             | Horsham                             | vacant                            |            |
| Providence Chapel                                                       | Irthlingborough                     | Rev. J.E. Pack                    |            |
| Rehoboth Chapel                                                         | Jarvis Brook                        | vacant                            |            |
| Strict Baptist Chapel                                                   | Kirkland                            | vacant                            |            |
| Strict Baptist Chapel                                                   | Lakenheath                          | vacant                            |            |
| Strict Baptist Chapel                                                   | Lamberhurst                         | vacant                            |            |
| Mount Zion Chapel                                                       | Leatherhead                         | Rev. P. Woodhams                  |            |
| Ebenezer Chapel                                                         | Leeds                               | vacant                            |            |
| Zion Chapel                                                             | Leicester                           | vacant                            |            |
| Evington Chapel                                                         | Leicester                           | vacant                            |            |
| Strict Baptist Chapel                                                   | Little Downham Fen (Cambridgeshire) | vacant                            |            |
| Bethel Chapel                                                           | Luton                               | Rev. B.A. Ramsbottom              |            |
| Ebenezer Chapel                                                         | Luton                               | Rev. A. Chapmann                  |            |
| Priory Chapel                                                           | Maidstone                           | vacant                            |            |
| Strict Baptist Chapel                                                   | Manchester                          | vacant                            |            |
| Ebenezer Church                                                         | Matfield                            | Rev. J.E. Rutt                    |            |
| Strict Baptist Chapel                                                   | Mayfield                            | vacant                            |            |
| Ebenezer Chapel                                                         | Melksham                            | vacant                            |            |
| Hope Chapel                                                             | Mount Bures                         | Rev. P.B. Pont                    |            |
| Providence Chapel                                                       | Northampton                         | vacant                            |            |
| Zoar Chapel                                                             | Norwich                             | Rev. P.B. Pont                    |            |
| Hope Chapel                                                             | Nottingham                          | Rev. G.D. Buss                    |            |
| Strict Baptist Chapel                                                   | Oakington                           | vacant                            |            |
| Ebenezer Chapel                                                         | Osset                               | Rev. N.H. Roe                     |            |
| Salem Chapel                                                            | Portsmouth                          | vacant                            |            |
| Zion Chapel                                                             | Prestwood                           | Rev. H.D. Haddow                  |            |
| Zoar Chapel                                                             | Reading                             | Rev. T.J. Pocock                  |            |
| Hope Chapel                                                             | Redhill                             | Rev. P.R. Mercer                  |            |
| Ebenezer Chapel                                                         | Richmond                            | Rev. H.A. Wallis                  |            |
| Ebenezer Chapel                                                         | Ripley                              | vacant                            |            |
| Hope Chapel                                                             | Rochdale                            | vacant                            |            |
| Zoar Chapel                                                             | Romford                             | Rev. T.J. Rosier                  |            |
| Providence Chapel                                                       | Rotherfield                         | Rev. R.W. Woodhams                |            |
| Bethel Chapel                                                           | Rye                                 | Rev. R.W. Woodhams                |            |
| Strict Baptist Church                                                   | Scayness Hill                       | vacant                            |            |
| Hope Chapel                                                             | Sedgley                             | Rev. F.A. Ince                    |            |
| Moden Hill Chapel                                                       | Sedgley                             | vacant                            |            |
| Providence Chapel                                                       | Shoreham by Sea                     | vacant                            |            |
| Rehoboth Chapel                                                         | Sible Hedingham                     | vacant                            |            |
| Bethel Chapel                                                           | South Chard                         | Rev. J.C. Woodhouse               |            |
| Bethel Chapel                                                           | South Moreton                       | Rev. T.J. Pocock                  |            |
| Bethesda Chapel                                                         | Southampton                         | vacant                            |            |
| Strict Baptist Chapel                                                   | Southery                            | vacant                            |            |
| Southill Strict Baptist Chapel                                          | Southill                            | vacant                            |            |
| Providence Chapel                                                       | Staplehurst                         | Rev. A.P. Dawson                  |            |
| Hope Chapel                                                             | Stotfold                            | vacant                            |            |
| Little Zoar Chapel                                                      | Studley                             | Rev. J.R. Broome (overleden 2013) |            |
| Strict Baptist Chapel                                                   | Swanwick Shore                      | vacant                            |            |
| Strict Baptist Chapel                                                   | Swavesey                            | vacant                            |            |
| Rehoboth Chapel                                                         | Swindon                             | Rev. G.D. Buss                    |            |
| Jireh Chapel                                                            | Tenterden                           | Rev. G.W. Hyde                    |            |
| Providence Chapel                                                       | Thurlstone                          | vacant                            |            |
| Hanover Chapel                                                          | Tunbridge Wells                     | vacant                            |            |
| The Halve Strict Baptist Church                                         | Trowbridge                          | vacant                            |            |
| Strict Baptist Chapel                                                   | Uckfield                            | Rev. J.F. Ashby                   |            |
| Strict Baptist Chapel                                                   | Uffington                           | Rev. B.R. Sayers                  |            |
| Wattisham Strict Baptist Chapel (niet opgenomen in The Gospel Standard) | Wattisham                           | vacant                            |            |
| Bethel Chapel                                                           | Wivelsfield                         | vacant                            |            |